# ثريا العلوي
ثريا العلوي ممثلة مغربية من مواليد الدار البيضاء في 21 سبتمبر 1970 تنحدر من إقليم ورزازات عرفت بأدوار تلفزيونية، حيث تملك في جعبتها عدة أفلام رفقة مخرجين مغاربة كبار كـ الطريق الصحيح، الفرح الصغير وأفلام وسيتكومات ومسلسلات أخرى. متزوجة من الممثل والمخرج نوفل البراوي. وقد حازت على مجموعة من التكريمات والجوائز من مختلف دول العالم.

## أعمالها

### الأفلام
- 1993: الطفولة المغتصبة
- 1993: ياريت
- 1997: نساء ونساء
- 2004: الطريق إلى مراكش
- 2004: باب البحر طرفاية
- 2004: ليلة ممطرة
- 2005: الفرح الصغير
- 2005: الطريق الصحيح
- 2006: النور في قلبي
- 2007: الكبش
- 2007: مياه سوداء
- 2009: رجل فوق الشبهات
- 2010: طعم الصداقة
- 2013: يوم وليلة
- 2016: العطسة
- 2016: ليلة غير عادية
- 2017: رضات الوالدين
- 2018: ياك أجرحي
- 2020: الكونجي-congé

### المسلسلات
- 1992: حوت البر مع المخرجة فريدة بورقية
- 1998: أنا وخويا ومراتو (سيت كوم)
- 2003: شجرة الزاوية (مسلسل)
- دار مي هنيا (سيت كوم)
- 2006: الأخطبوط
- 2014: تبدال لمنازل (سيت كوم)
- 2017: الله يسامح (مسلسل)
- 2018: نوارة (مسلسل)

### البرامج
- مشيتي فيها (ضيفة)
- 60 دقيقة للفن (ضيفة)
- أصوات (ضيفة)
- المطبخ (مقدمة البرنامج)
- نغمة وأتاي ( ضيفة )
- الحياة سنيما (ضيفة محمد عمورة)

## روابط خارجية
- ثريا العلوي على موقع السينما كوم
- ثريا العلوي على موقع IMDb (الإنجليزية)
- ثريا العلوي على موقع قاعدة بيانات الفيلم (الإنجليزية)
- ثريا العلوي على موقع كينوبويسك (الروسية)